# Southern Man
«Southern Man» es una canción compuesta por el músico canadiense Neil Young, incluida en el álbum After the Gold Rush de 1970. La canción trata sobre la esclavitud en el sur de los Estados Unidos. En ella, Young cuenta la historia de un hombre del sur (southern man en inglés) que maltrata a sus esclavos, y denuncia cuándo el Sur compensará el daño causado por las fortunas conseguidas gracias a la esclavitud en el verso: "I saw cotton and I saw black, tall white mansions and little shacks. Southern Man, when will you pay them back?" ("Veía algodón y veía en negro, altas y blancas mansiones y pequeñas chozas. Hombre del sur, ¿cuándo lo devolverás?"). La canción también hace mención a la quema de cruces. Young escribió esta canción mientras estaba en el vestuario del teatro Fillmore East en 1970.
El grupo de rock sureño Lynyrd Skynyrd escribió la canción "Sweet Home Alabama" en respuesta a "Southern Man" y "Alabama" (presente en el álbum Harvest de 1972). Young se declaró admirador de la canción y del vocalista del grupo, Ronnie Van Zant, reconociendo estar "orgulloso de tener su nombre en una canción como la suya". Asimismo, Young ha tocado esa canción en conciertos ocasionales. Para demostrar su camaradería, Van Zant llevó una camiseta del álbum Tonight's the Night de Young en alguno de sus conciertos.